# Sablia cinis
Sablia cinis là một loài bướm đêm trong họ Noctuidae.